# بيتي ميتشيل
بيتي ميتشيل (بالألمانية: Betty Mitchell) (و. 1896 – 1976 م) هي مخرجة مسرحية، من كندا، ولدت في ساندوسكي، أوهايو، توفيت في كالغاري، عن عمر يناهز 80 عاماً.